# Delphinium wootonii
Delphinium wootonii är en ranunkelväxtart som beskrevs av Per Axel Rydberg. Delphinium wootonii ingår i släktet storriddarsporrar, och familjen ranunkelväxter. Inga underarter finns listade i Catalogue of Life.